# Камара, Амара
Амара Камара (фр. Amara Camara, 24 июня 1942, Канкан — 9 сентября 2023[…], XIV округ Парижа) — гвинейский дипломат.

## Биография
Камара родился в Гвинее; изучал публичное право в Университете Париж 1 Пантеон-Сорбонна. Он начал работать в ЮНЕСКО 2 августа 1971 года в Париже. С 1975 по 1980 год — начальник корреспондентского отдела аппарата заместителя генерального директора по внешнему сотрудничеству. Он вернулся в Африку в 1980 году и начал работать в офисе ЮНЕСКО в Киншасе администратором снабжения для проектов в Заире. Через год он вернулся в Париж и стал администратором стипендий для Африки и Латинской Америки. В 1985 году он отправился в Сенегал в качестве администратора регионального офиса образования в Африке (BREDA). Затем он вернулся в 2001 году в качестве заместителя директора BREDA. С 2003 по 2009 год он был деканом колледжа посредников ЮНЕСКО, помогая разрешить многочисленные конфликты между сотрудниками ЮНЕСКО и национальными администрациями. 13 ноября 2013 года он стал членом консультативного совета ЮНЕСКО, участвуя в многочисленных конференциях по вопросам экономического развития, международного сотрудничества, продвижения демократии и надлежащего управления.
При президенте Альфе Конде 29 марта 2011 года Камара был назначен послом Гвинеи во Франции, а также одновременно послом в Португалии. 5 мая 2017 года он был назначен послом в Израиле. 3 февраля 2022 года, после государственного переворота 2021 года, он был отозван в Гвинею, как и 34 других посла Гвинеи за границей.
Камара был президентом-основателем Ассоциации по борьбе с бедностью (KOSIMANKAN), работавшей над проектами по созданию образовательного центра и медицинского центра для детей из малообеспеченных семей, которые охватывали 200 округов в префектурах Сигири и Канкан.
Амара Камара умер в Париже 9 сентября 2023 года.